# Jak rozpętałem drugą wojnę światową
Jak rozpętałem drugą wojnę światową (Como eu desencadeei a Segunda Guerra Mundial, em tradução direta) é um longa-metragem polonês produzido em 1969, baseado no romance "Przygody kanoniera Dolasa" (As Aventuras do Canhoneiro Dolas), do autor polonês Kazimierz Sławiński. O filme foi filmado em múltiplas localidades, mas principalmente em Sochi, Baku, Poświętne e Łódź.
O enredo do longa é dividido em três partes:
- "Część I: Ucieczka" (Parte I: A Fuga);
- "Część II: Za bronią" (Parte II: Atrás das Armas);
- "Część III: Wśród swoich" (Parte III: Entre os Seus).

Produzido originalmente em preto e branco, foi colorido digitalmente em 2001 pela empresa Dynacs Digital Studios, a pedido do Studio Filmowe "Oko" e da emissora de TV Polsat.
O filme conta a história de um soldado polonês chamado Franciszek "Franek" Dolas, que, em virtude de várias coincidências organizadas de forma cômica, se convenceu de que iniciou a Segunda Guerra Mundial. Tentando se redimir a todo custo, o polonês acaba sempre se colocando em novos problemas. Por tal motivo, acaba indo para diferentes frentes de guerra (Iugoslávia, Mar Mediterrâneo, Oriente Médio, Itália), embora no final consiga retornar à Polônia.
Numa cena relativamente famosa do filme, o protagonista é interrogado por um oficial da Gestapo de língua alemã na Áustria, respondendo que seu nome é "Grzegorz Brzęczyszczykiewicz", com o militar se frustrando cada vez mais a medida que tenta escrever o nome fictício excessivamente complicado inventado por Dolas.

## Elenco
- Marian Kociniak - Franciszek "Franek" Dolas;
- Wirgiliusz Gryń - Józek Kryska;
- Leonard Pietraszak - aviador do campo de prisioneiros;
- Stanisław Milski - general alemão;
- Kazimierz Talarczyk - Woydyłło;
- Jerzy Block - chefe da estação;
- Andrzej Gawroński - Helmut, militar da Gestapo;
- Emil Karewicz - oficial da Gestapo;
- Henryk Łapiński - Władzio Wachocki;
- Andrzej Herder - Hans, militar da Gestapo;
- Leon Pietraszkiewicz - Herbert Gulke;
- Jerzy Rogalski - Jędrzej Grzyb, camponês;
- Mirosław Szonert - policial;
- Mieczysław Stoor - militar da Gestapo;
- Jarosław Skulski - coronel na embaixada polonesa em Belgrado;
- Tomasz Zaliwski - oficial iugoslavo;
- Elżbieta Starostecka - cantora da pousada;
- Jerzy Moes - tenente Regulski;
- Andrzej Krasicki - capitão do navio francês;
- Wojciech Zagórski - o turco se alistando no navio alemão;
- Janina Borońska - Elżbieta;
- Ludwik Benoit - dono da pousada;
- Janusz Kłosiński - dono da pousada;
- Jan Paweł Kruk - marinheiro;
- Zdzisław Kuźniar - Dino Stojadinović (capitão do navio iugoslavo);
- Józef Łodyński - foguista no navio iugoslavo;
- Krystyna Borowicz - a dona do bordel;
- Piotr Fronczewski - soldado italiano;
- Wacław Kowalski - Kiedros, sargento da Legião Estrangeira Francesa;
- Jan Świderski - Letoux, capitão da Legião Estrangeira;
- Leonard Andrzejewski - soldado da Legião Estrangeira;
- Kazimierz Rudzki - capitão Ralf Peacoock;
- Lech Ordon - sargento Hopkins;
- Zdzisław Maklakiewicz - soldado italiano;
- Jerzy Duszyński - soldado italiano;
- Marian Rułka - soldado britânico;
- Joanna Jędryka - Teresa;
- Małgorzata Pritulak - Mirella;
- Kazimierz Fabisiak - padre Dominik, prior de um mosteiro;
- Konrad Morawski - Matula;
- Zygmunt Zintel - padre Sebastian;
- Halina Buyno-Łoza - Jóźwiakowa;
- Stanisław Gronkowski - guerrilheiro "Wilk" (Lobo);
- Aleksander Fogiel - Jóźwiak;
- Eugeniusz Kamiński - militar da Gestapo;
- Ludwik Kasendra - irmão Florian.